# Публичная библиотека Хьюстона

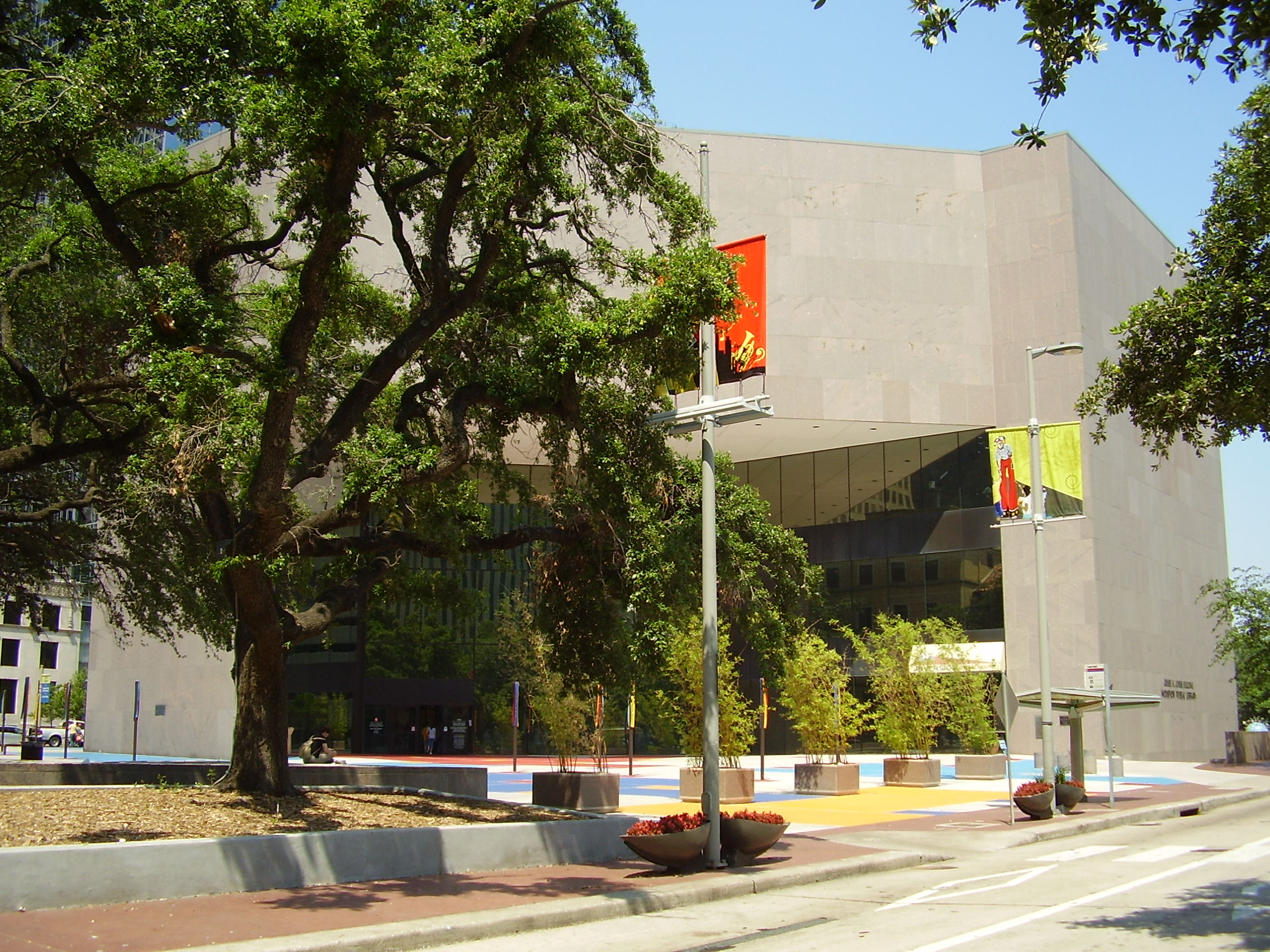
Здание Джесс Ш. Джонса

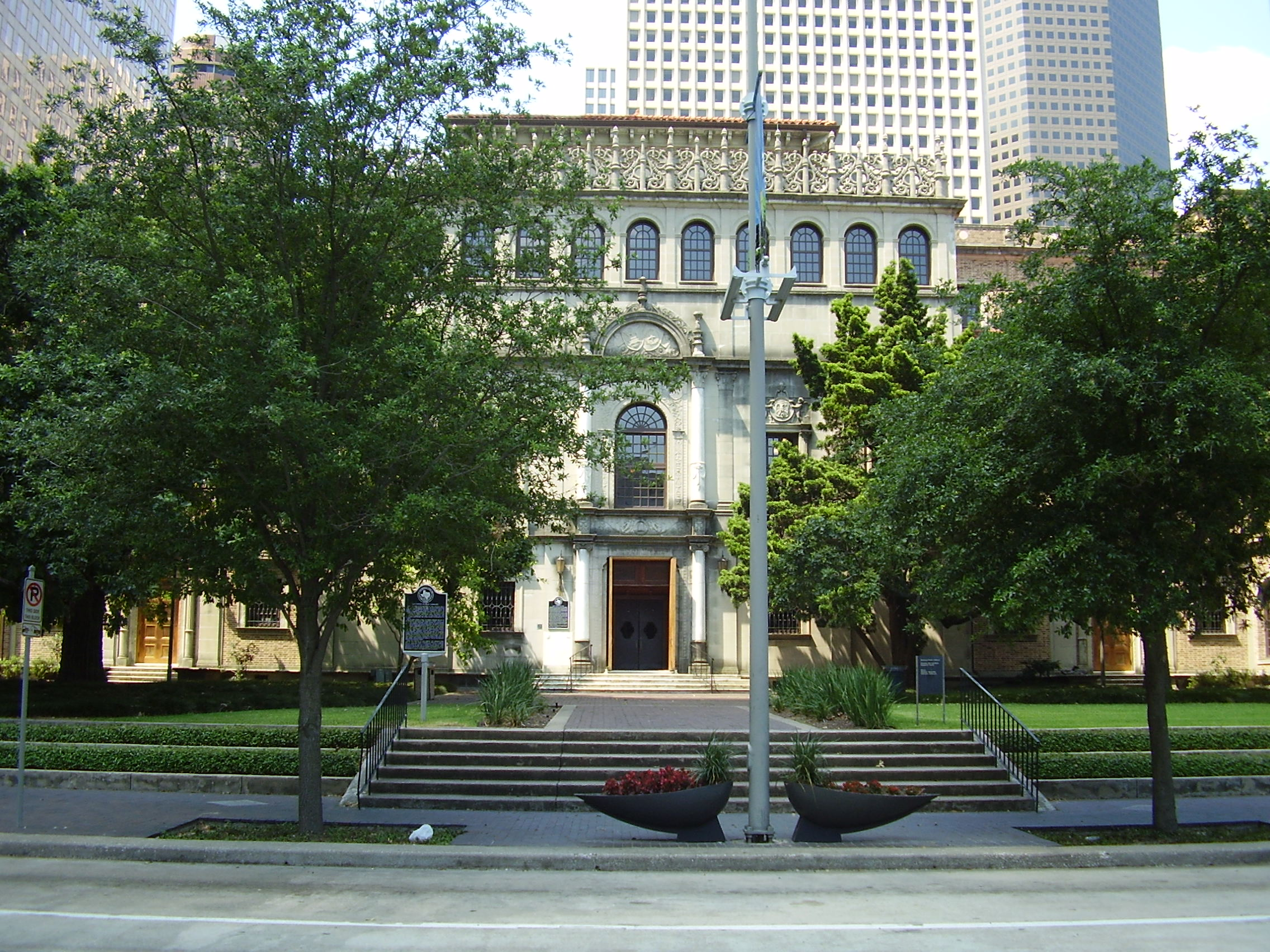
Здание Джулии Айдесон

Публичная библиотека Хьюстона является системой публичных библиотек, находящихся в Хьюстоне, штат Техас, США.

## История
История библиотеки Хьюстона начинается с основания Хьюстонского лицея в 1854 году. После большого вклада Эндрю Карнеги он получил название «Лицей Хьюстона и библиотека Карнеги».
Первая Хьюстонская публичная библиотека была открыта 2 марта 1904 года. Джулия Айдесон была её первой библиотекаршей. Здание, построенное изначально как Центральная библиотека Хьюстона в 1926 г., впоследствии было названо в её честь. В 1921 году библиотека получила нынешнее название, Публичная библиотека Хьюстона. Цветная библиотека Карнеги была открыта в 1913 году и стала частью ПБХ в 1921 году.
Библиотека была расово десегрегирована в 1953 году. До этого чёрным было дозволено пользоваться только Цветными отделениями Карнеги и депозитарными станциями, расположенными в парке, в начальной и старшей школах; белым же было разрешено пользоваться главной библиотекой, шестью её филиалами, двумя передвижными библиотеками и несколькими депозитарными станциями. Десегрегация произошла после того, как в издании Houston Informer было опубликовано письмо, подписанное несколькими видными чёрными жителями Хьюстона, включая Лонни Смита, истца по делу Смит против Олрайта Смит утверждал, что они предпочли бы добровольную программу десегрегации, хотя знают, что будут в состоянии выиграть судебный процесс. Незадолго до того, как письмо было напечатано, прошёл процесс Cуитт против Пэинтера (случай, когда Верховный суд США первый раз бросил вызов сегрегации). Примерно в июне 1953 мэр Хьюстона Рой Ховхайнз сказал правлению ПБХ, что библиотеки больше не должны быть разделены. 21 августа 1953 библиотеки были десегрегированы, но чёрные жители Хьюстона узнали об этом не сразу, так как никаких публичных заявлений об этом процессе не последовало.
31 июля 1961 г. Цветной филиал Карнеги был закрыт. Здание библиотеки требовало серьёзного ремонта, также оно мешало осуществлению проекта по расширению Клэй Авеню. Здание было выставлено на аукцион в феврале 1962 года и вскоре снесёно полностью, за исключением краеугольного камня. Филиал библиотеки был перенесён в Библиотеку У.Л.Д. Джонсона в Саннисайде 16 июня 1964 года.
На данный момент библиотечная система Хьюстона состоит из 35 районных библиотек, в том числе четырёх региональных библиотек. Здание Джонса было закрыто на ремонт 3 апреля 2006 и открылось обратно 31 мая 2008 года. В 2008 году Houston Press признало ремонт «Лучшим ремонтом».
Административные офисы Публичной библиотеки Хьюстона были перенесены из здания Джонса, освобождая 12,600 квадратных футов (1,170 м2) пространства. Лиза Грей сказала, что ремонт здания Джонса позволил оставить «меньше публичного пространства, предназначенного для чтения, и больше публичного пространства в принципе». Офисы администрации переехали в здание Марстон. В 2012 году здание Марстон было продано властями города Хьюстона, и администрация ПБХ переехала в недавно отреставрированное здание Джулии Айдесон, в то время как остальные сотрудники офиса ПБХ переехали обратно в здание Джонса.

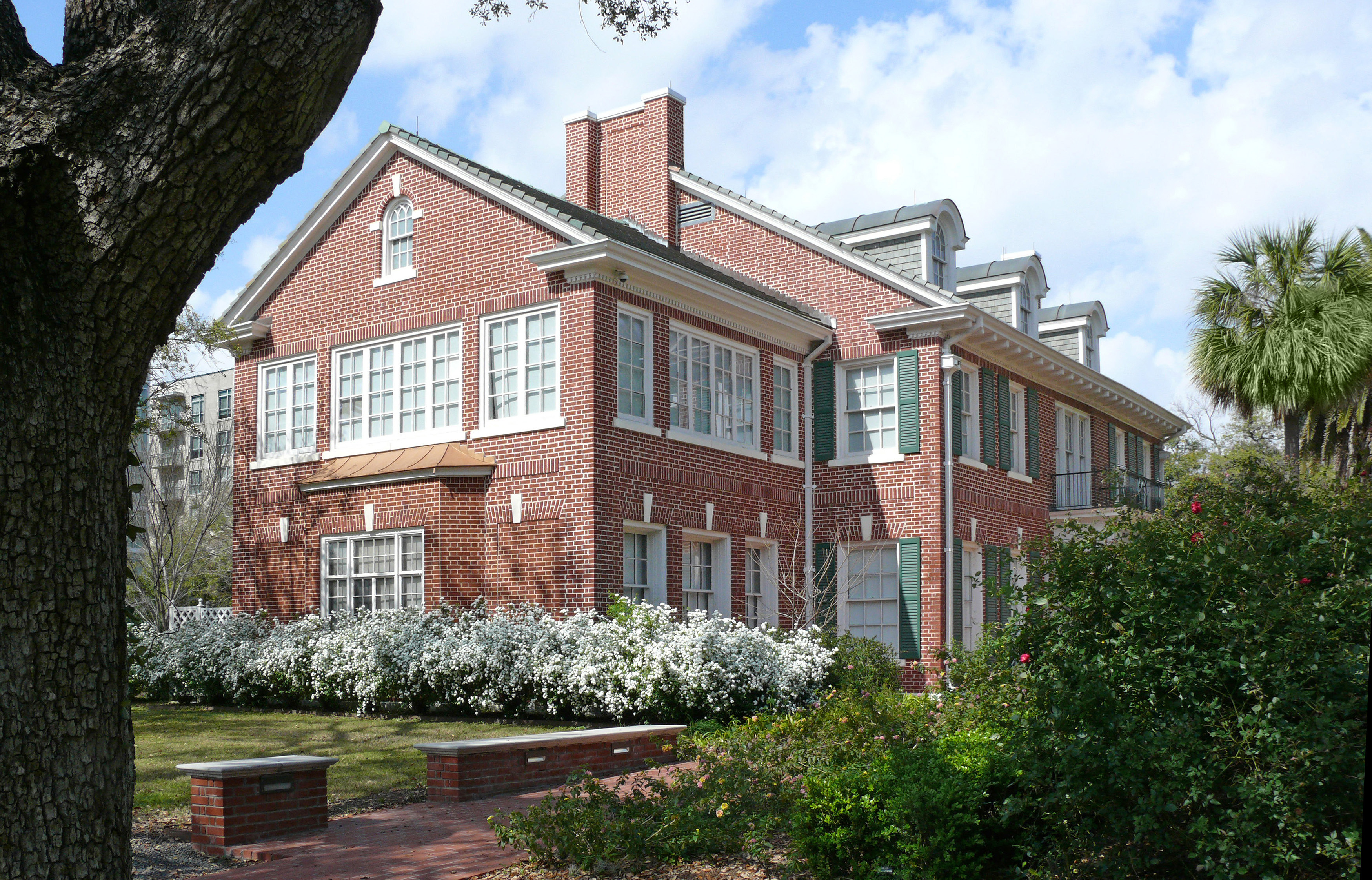
Здание Клейтона, являющиеся одной из лучших Библиотек Генологических Исследований в Соединенных Штатах

В 2010 году в связи с дефицитом бюджета, часы работы библиотек были сокращены. В том же году библиотека выложила в Интернет старые городские справочники, возрастом более десяти лет.

## Библиотеки

### Штаб-квартира
В ходе ремоделирования здания Джонса административные офисы ПБХ переехали в здание Мартсон (2000м2) в Ниатаун Хьюстон. Муниципалитет Хьюстона потратил $1,3 млн на реконструкцию здания Марстон для размещения персонала Публичной библиотеки Хьюстона. До перепланировки административные офисы ПБХ располагались в здании Джонса. В 2012 администрация ПБХ переехала в здание Джулии Айдесон после реставрации её исторической части, а также добавления крыла, которое было в оригинальном плане здания, но не было построено в срок из-за нехватки средств. Дополнительное здание - Столичный исследовательский центр Хьюстона, является архивным центром публичной библиотеки Хьюстона. Здание Марстон было продано в 2012 году.

### Филиалы библиотеки

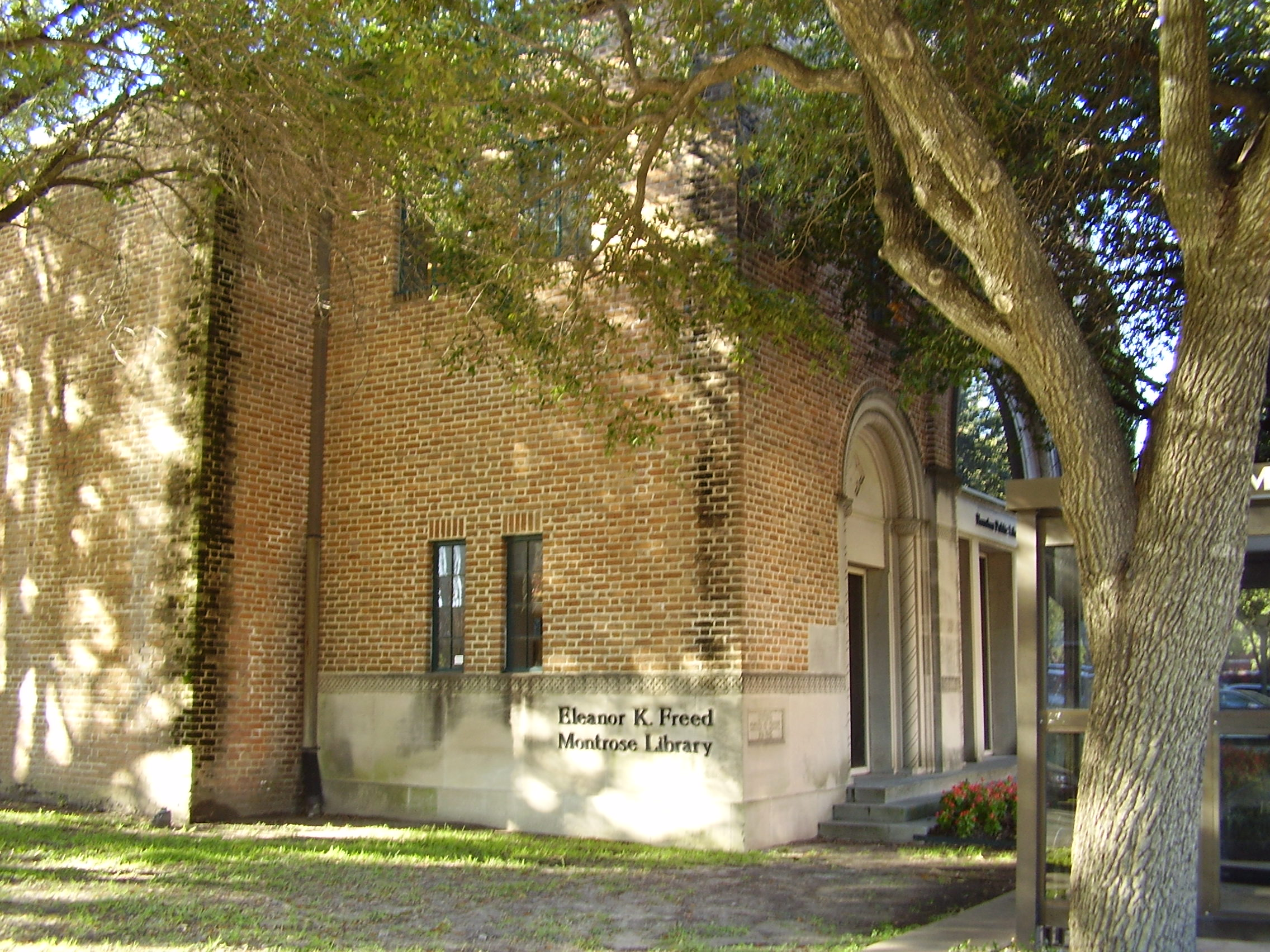
Районная Библиотека Фрид-Монтроуз

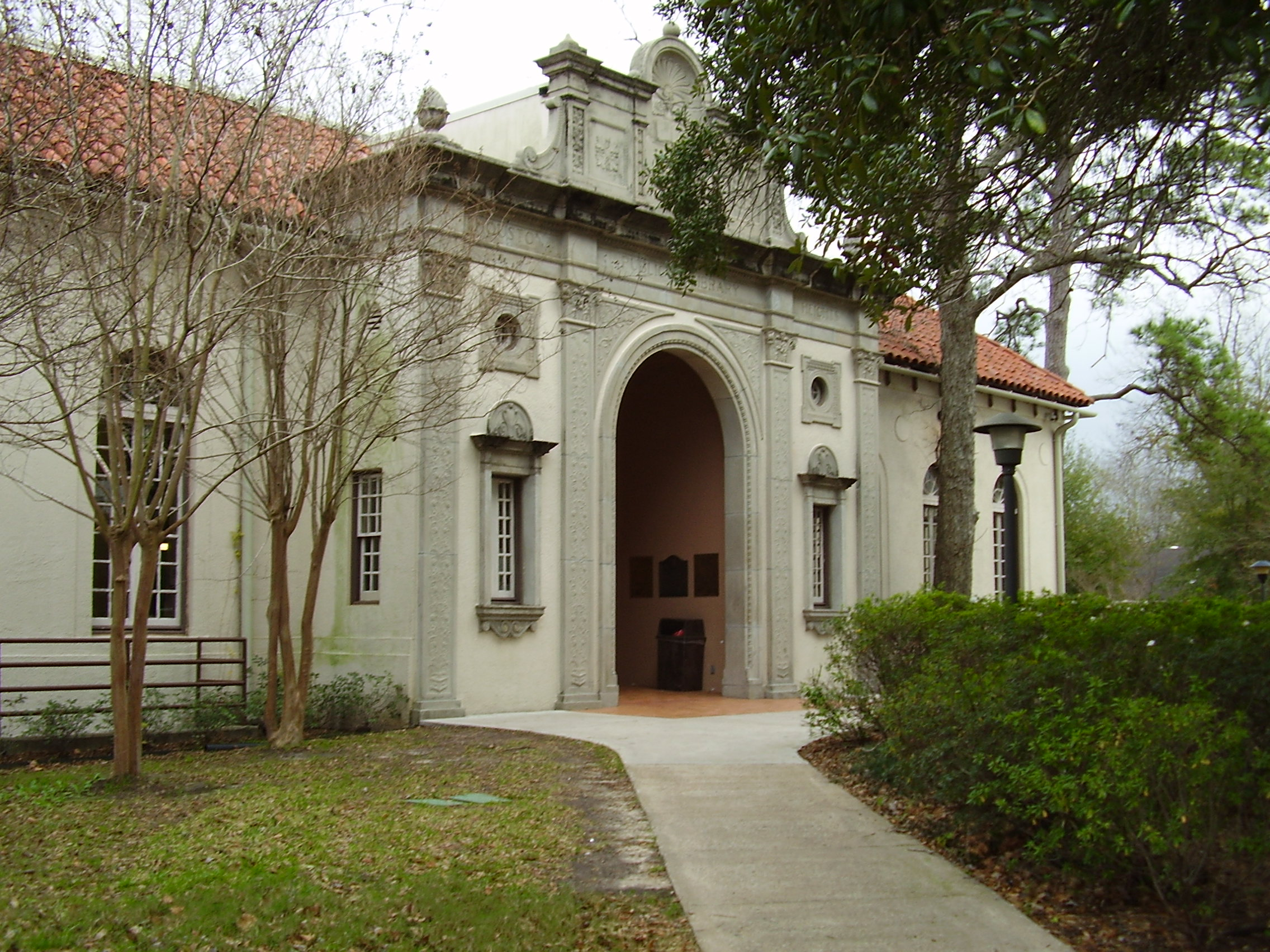
Районная библиотека Хайдс

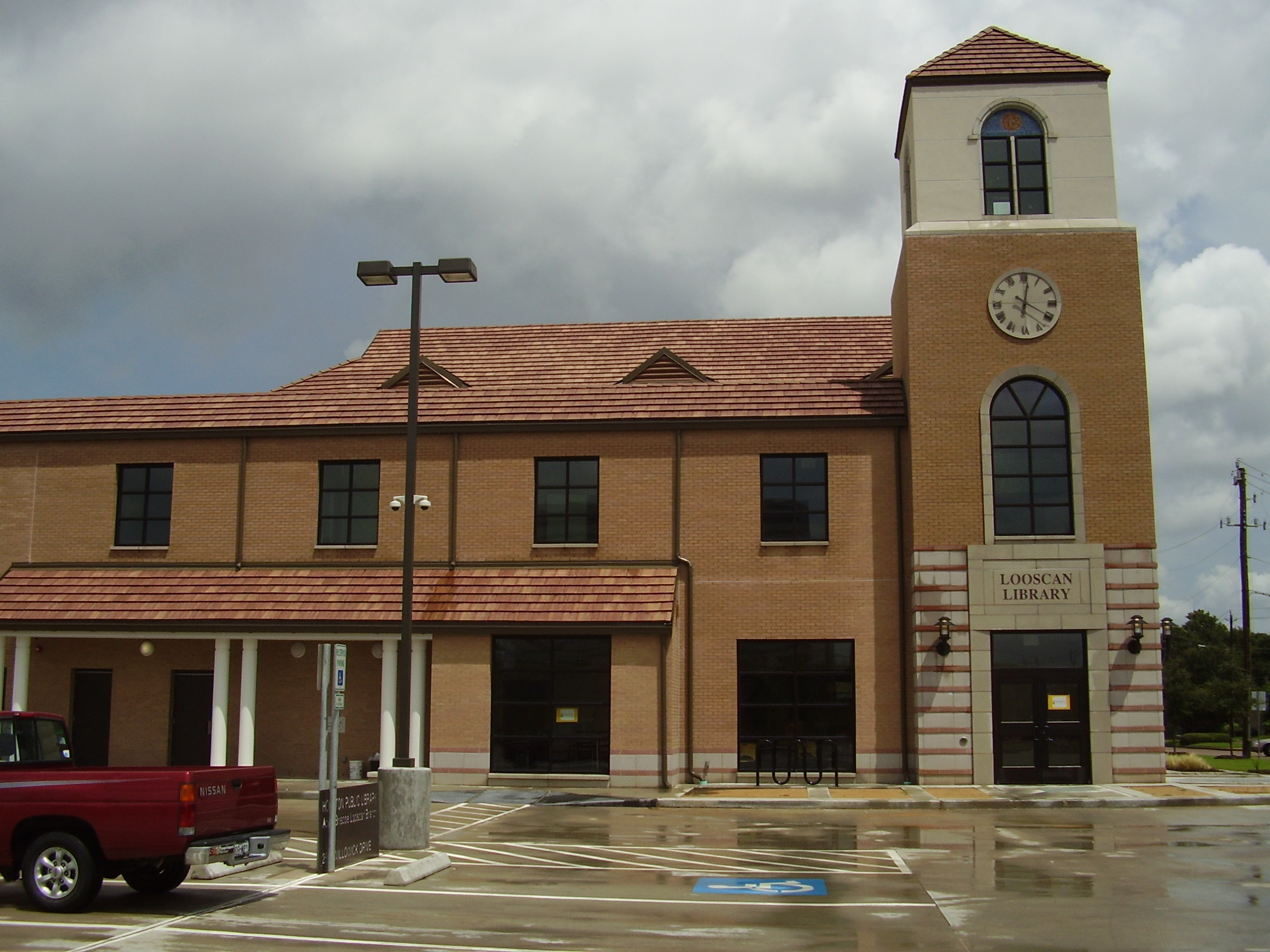
Районная Библиотека Лоскан Ривер Оукс

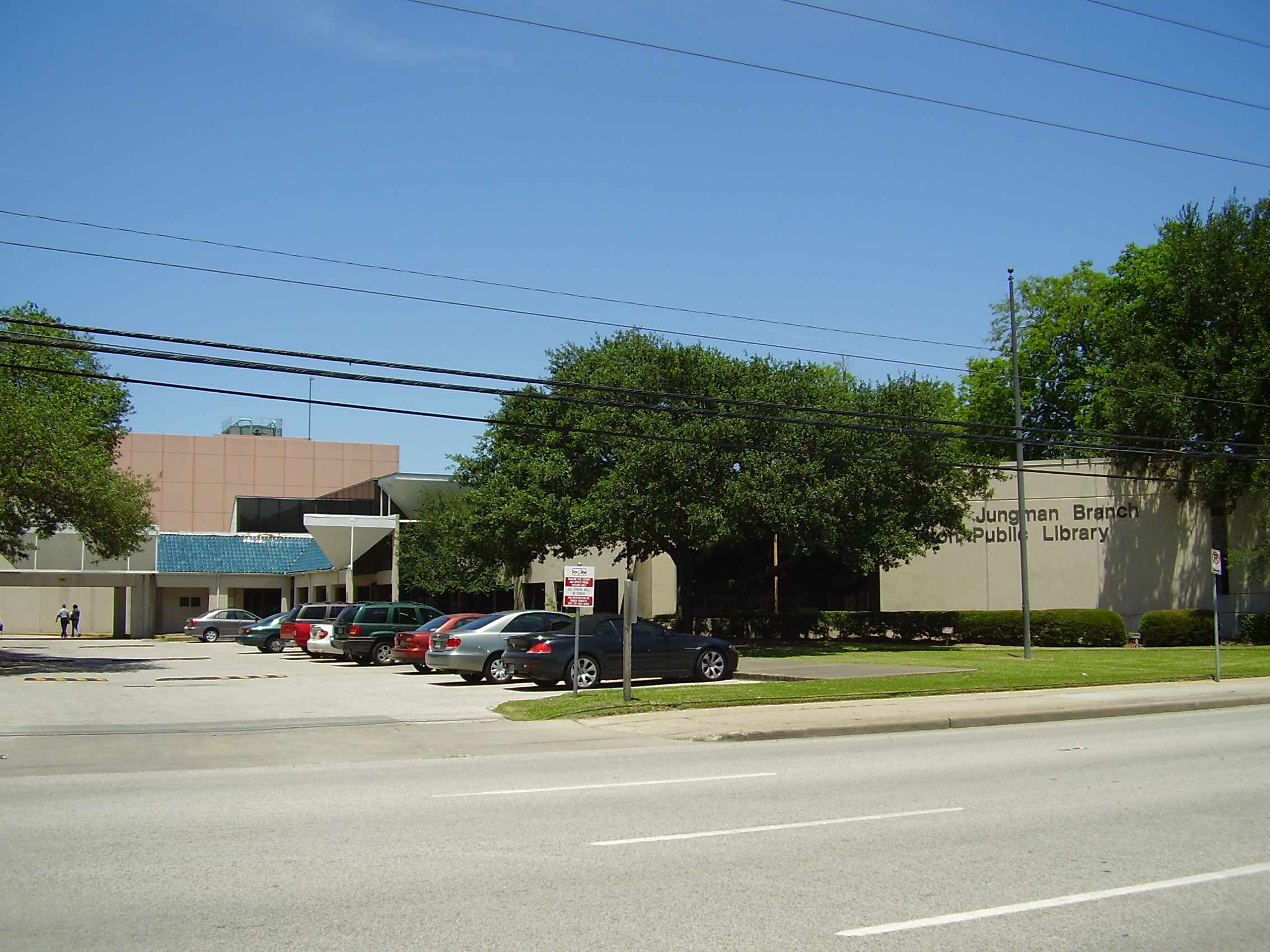
Районная Библиотека Джангмэн

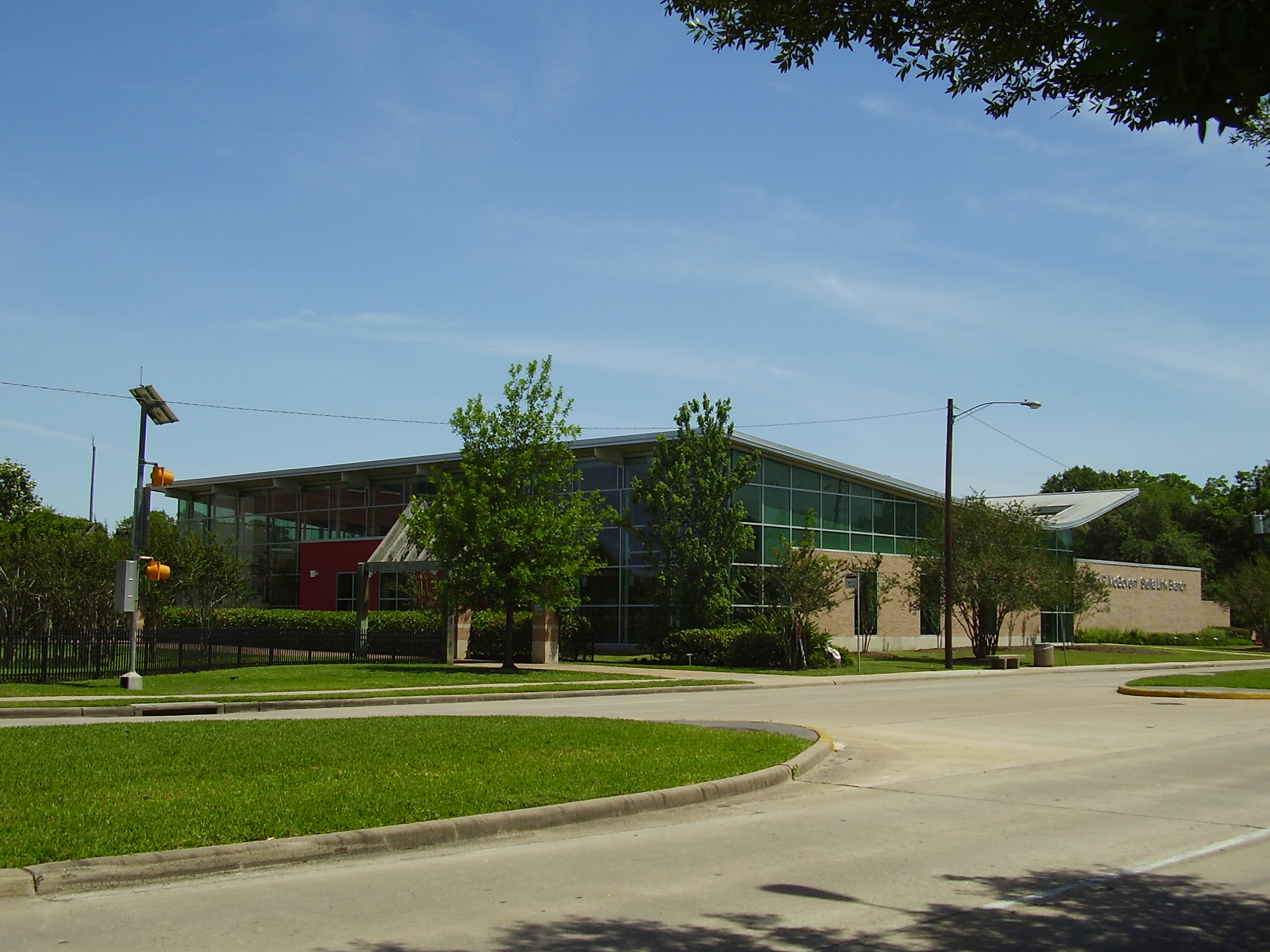
Районная библиотека МакГоверн-Стелла Линк, расположенная в районе Брейсвуд Плейс

Центральная библиотека расположена в центре города, её часто неправильно называют "Библиотека в даунтауне". Библиотека состоит из двух зданий: здания Джулии Айдесон и здания Джесс Джонса(1976). Здание Джонса было спроектировано Сетом Моррисом.
В черте города находится 35 районных библиотек, в том числе четыре областные.

#### Районные библиотеки
- Районная библиотека ДЖ. С. Брейсвел (англ. Bracewell Neighborhood Library)
- Районная библиотека Карнеги и центр обучения (англ. Carnegie Neighborhood Library and Center for Learning)
- Районная библиотека Диксон (англ. Dixon Neighborhood Library)
- Районная библиотека Фифс-Вард (англ. Fifth Ward Neighborhood Library)
- Районная библиотека Флорес (англ. Flores Neighborhood Library)
- Районная библиотека Фрид-Монтрос (англ. Freed-Montrose Neighborhood Library)
- Районная библиотека Хайтс (англ. Heights Neighborhood Library)
- Районная библиотека Хилледал (англ. Hillendahl Neighborhood Library)
- Районная библиотека Джонсон (англ. Johnson Neighborhood Library)
- Районная библиотека Джангмэн (англ. Jungman Neighborhood Library)
- Районная библиотека Кендалл (англ. Kendall Neighborhood Library)
- Районная библиотека Лейквуда (англ. Lakewood Neighborhood Library)
- Районная библиотека Лускан (англ. Looscan Neighborhood Library)
- Районная библиотека Манкусо (англ. Mancuso Neighborhood Library
- Районная библиотека МакКрейн-Кашмир-Гарденс (англ. McCrane-Kashmere Gardens Neighborhood Library)
- Районная библиотека МакГоверн-Стелла-Линк (англ. McGovern-Stella Link Neighborhood Library)
- Районная библиотека Мелчер (англ. Melcher Neighborhood Library)
- Районная библиотека Майер (англ. Meyer Neighborhood Library)
- Районная библиотека Муди (англ. Moody Neighborhood Library)
- Библиотека Морриса Фрэнка - месторасположение экспресс-библиотеки ПБХ (англ. Morris Frank Library an HPL Express Location)
- Районная библиотека Оак-Форест (англ. Oak Forest Neighborhood Library)
- Районная библиотека Плезантвилл (англ. Pleasantville Neighborhood Library)
- Районная библиотека Ринг (англ. Ring Neighborhood Library)
- Районная библиотека Робинсон-Вестчейс (англ. Robinson-Westchase Neighborhood Library)
- Районная библиотека Шепард-Акрес (англ. Shepard-Acres Homes Neighborhood Library)
- Районная библиотека Смитт (англ. Smith Neighborhood Library)
- Районная библиотека Станакер (англ. Stanaker Neighborhood Library)
- Районная библиотека Стимли-Блю Райд (англ. Stimley-Blue Ridge Neighborhood Library)
- Районная библиотека Таттл (англ. Tuttle Neighborhood Library)
- Районная библиотека Винсона (англ. Vinson Neighborhood Library)
- Районная библиотека Волтер (англ. Walter Neighborhood Library)
- Районная библиотека Янг (англ. Young Neighborhood Library)

#### Региональные библиотеки
- Региональная библиотека Алиеф (закрыта на ремонт) (англ. Henington-Alief Regional Library)
- Региональная библиотека Кольер (англ. Collier Regional Library)
- Региональная библиотека Парк-Плейс (англ. Park Place Regional Library)
- Региональная библиотека Синик-Вудс (англ. Scenic Woods Regional Library)

#### Специальные библиотеки
- Афроамериканская библиотека в школе Грегори[16]
- Центральная библиотека (находится в здании Джесс Джонса) (англ. Central Library, Jesse H. Jones Building)
- Клейтонская библиотека и центр генеалогических исследований (англ. Clayton Library Center for Genealogical Research)
- Исследовательский центр Хьюстонской метрополии (находится в здании Джулии Айдесон) (англ. Houston Metropolitan Research Center at the Julia Ideson Building)
- Здание Джулии Айдесон (англ. Julia Ideson Building)
- Библиотека для родителей - детский музей Хьюстона (англ. Parent Resource Library - Children's Museum of Houston)

#### Бывшие места
- Цветная библиотека Карнеги (была открыта в 1912 году, стала филиалом ПБХ в 1921 году, официально закрыта 31 июля, 1961, 1962 здание снесено, библиотека переведена в отдел филиала на Клэй Авеню)

### Экспресс-библиотеки HPL Express

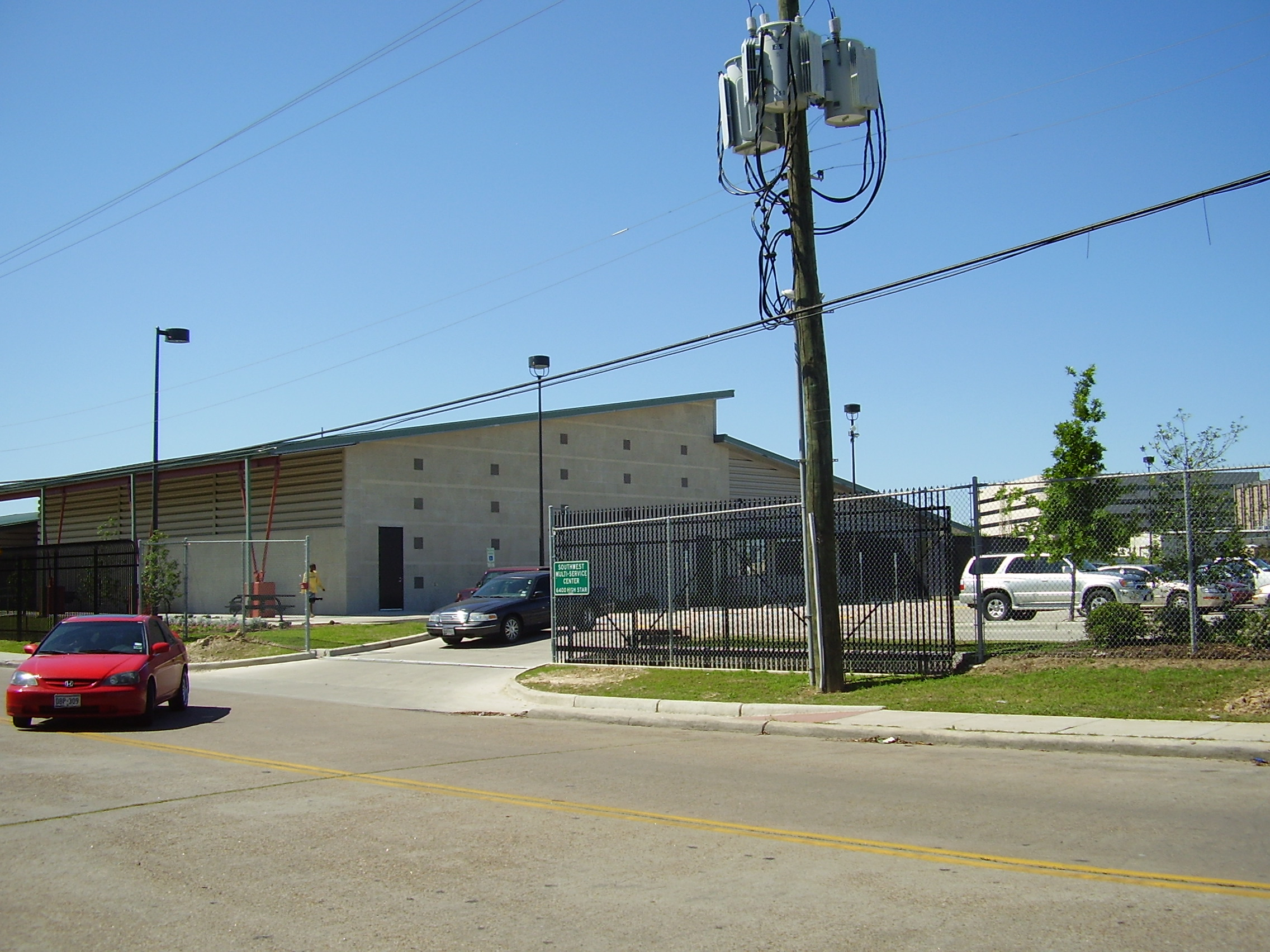
Юго-Западный мультифункциональный центр, включающий отделение HPL Express Southwest

- Экспресс-библиотека HPL Дискавери Грин (англ. HPL Express Discovery Green)
- Юго-Западная экспресс-библиотека (англ. HPL Express Southwest)
- Библиотека Морриса Фрэнка - месторасположение экспресс-библиотеки HPL Хьюстона (англ. Morris Frank Library an HPL Express Location)

### Мобильные экспрессы Публичной библиотеки Хьюстона

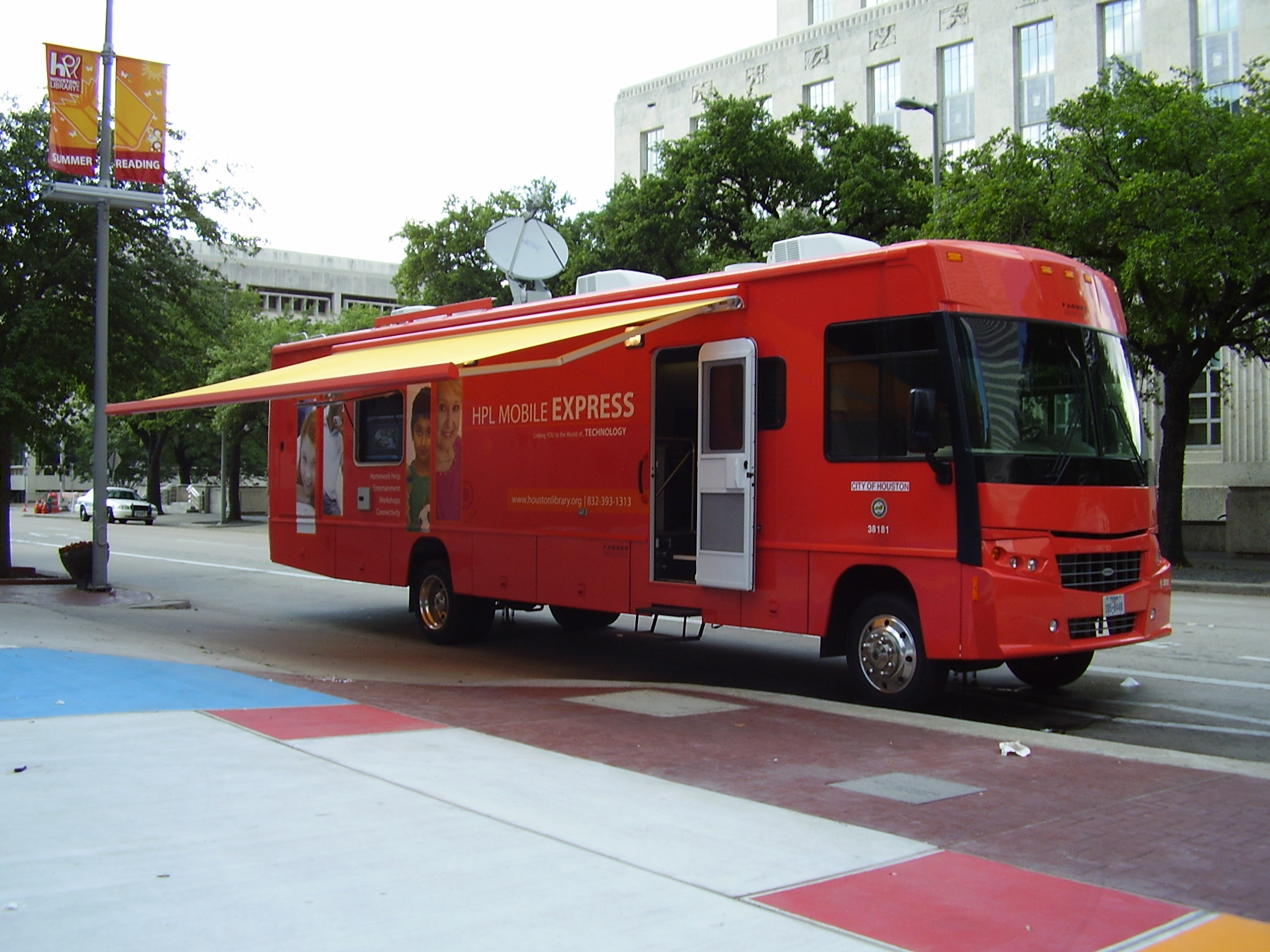
Мобильный Экспресс Публичной Библиотеки Хьюстона

Мобильный Экспресс ПБХ - это мобильная лаборатория компьютерного обучения. Представляет из себя передвижной автобус, окрашенный в характерные цвета Публичной библиотеки Хьюстона (красный и белый).

## Галерея

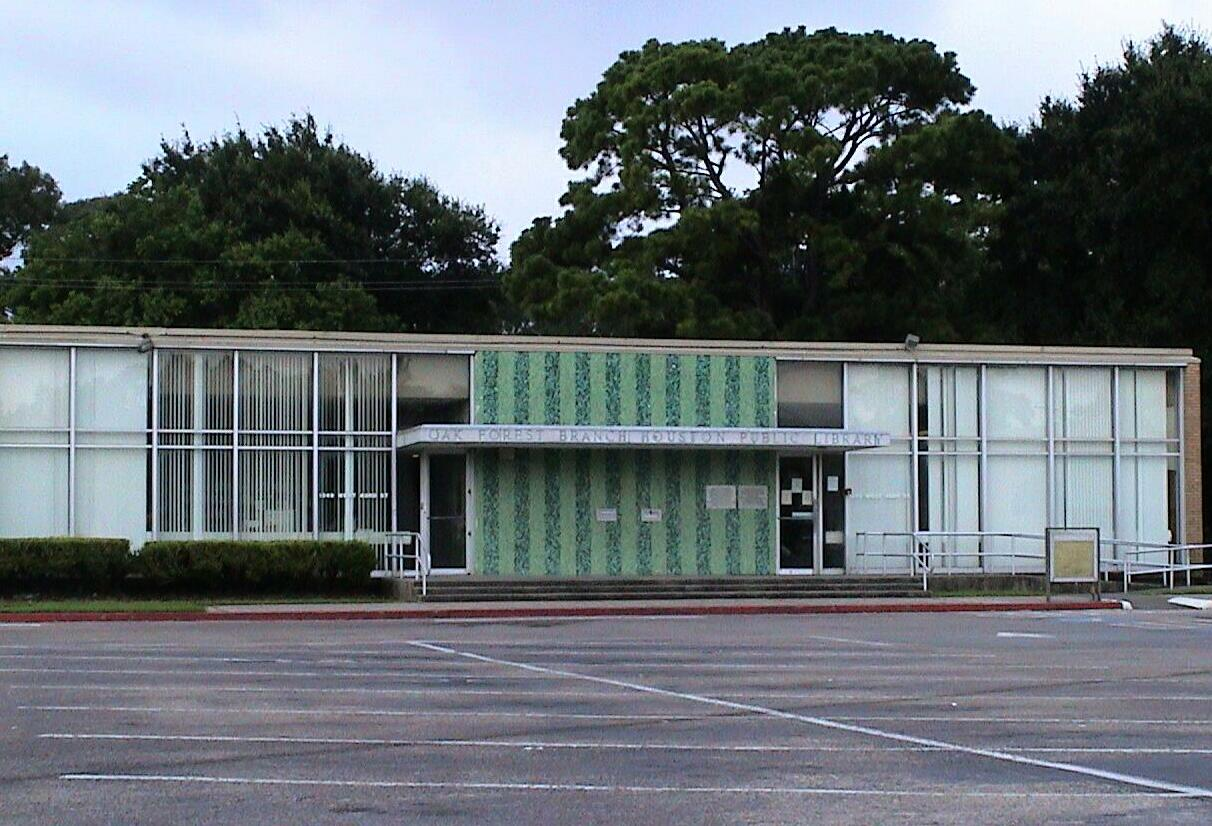
Районная Библиотека Оак-Форест
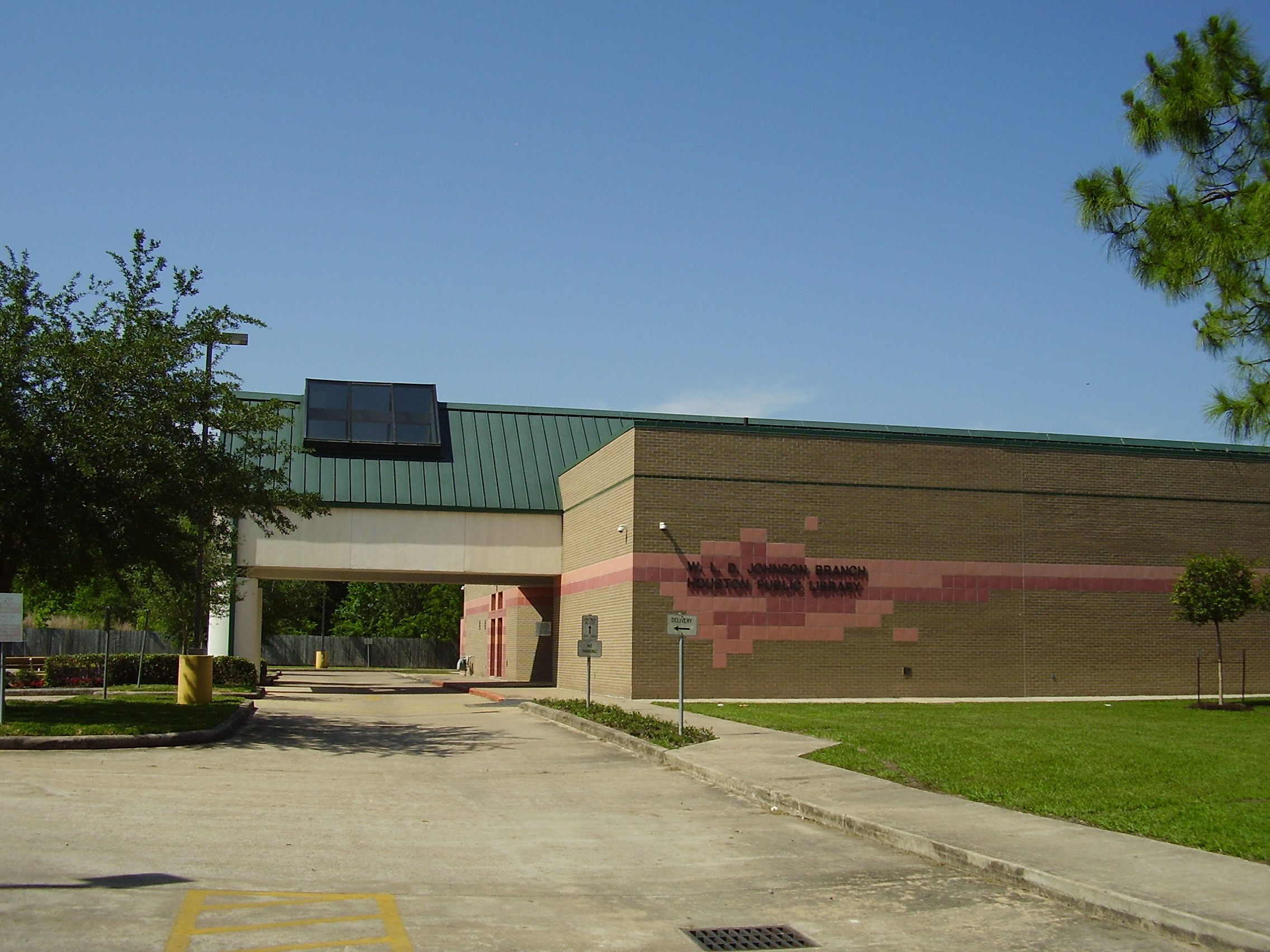
В.Л.Д. Районная Библиотека Джонсон
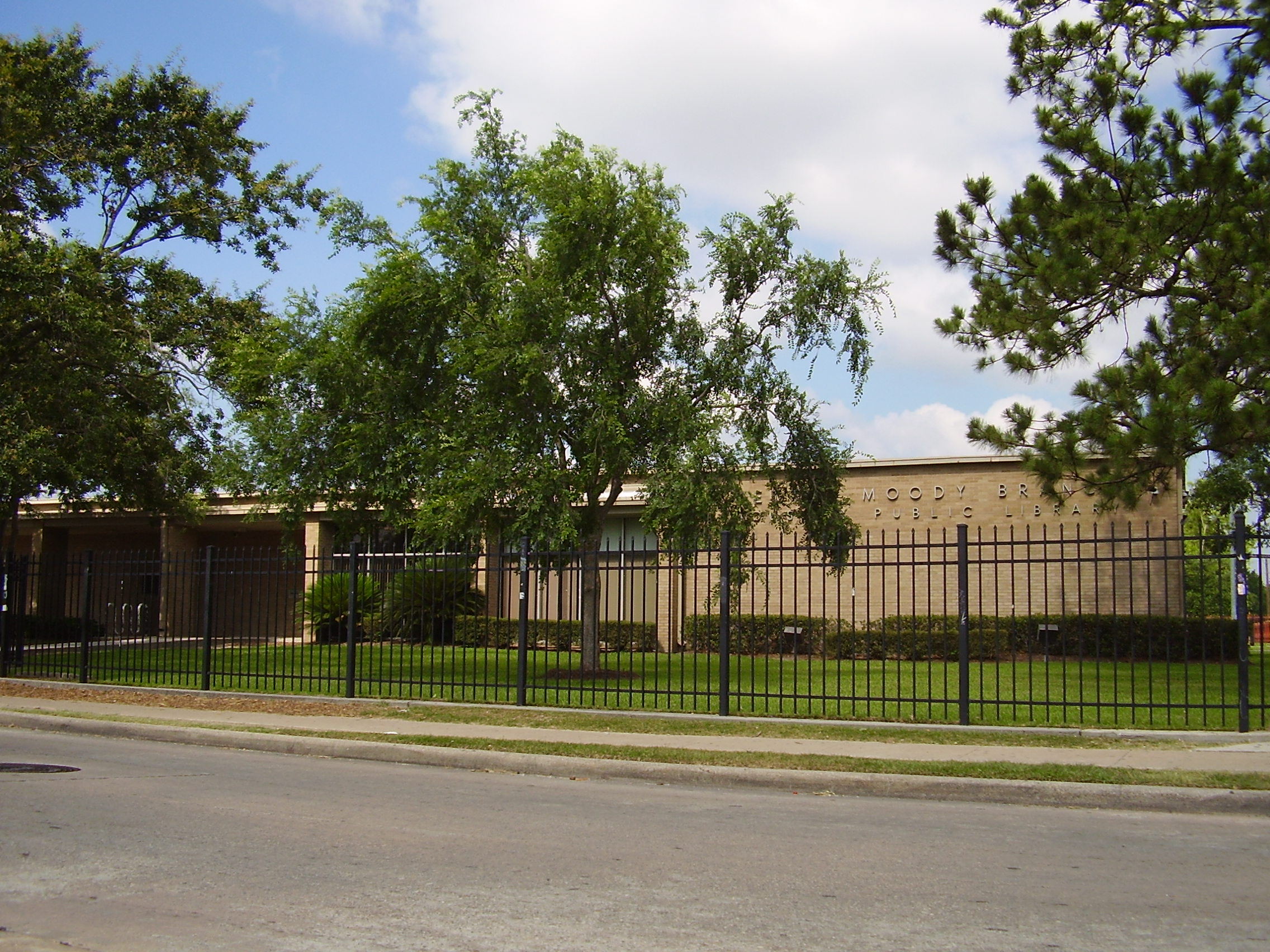
Библиотека Муди
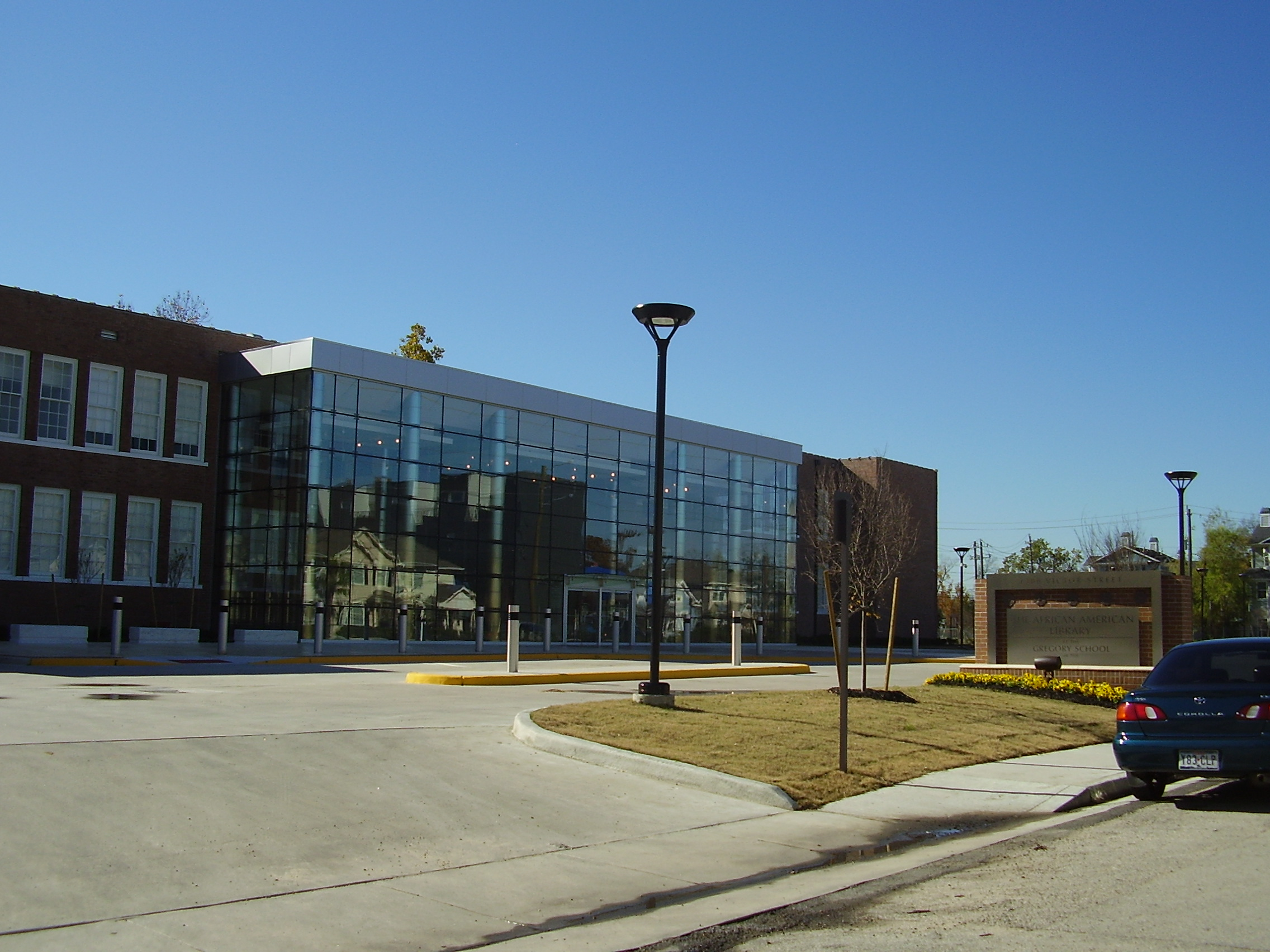
Афроамериканская библиотека в школе Грегори
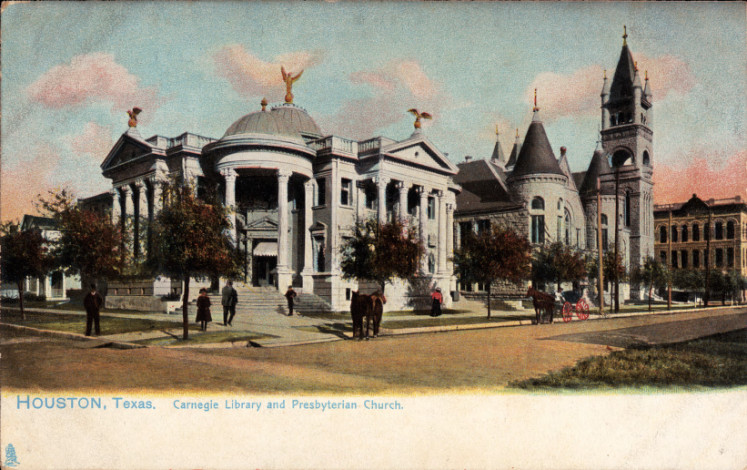
Библиотека Карнеги, Хьюстон, Техас, около 1900-1924